# 小松礼雄
小松 礼雄（こまつ あやお、1976年1月28日 - ）は、日本の自動車技術者、博士。東京都出身。イギリス在住。
主にモータースポーツの分野にて活動し、F1チーム「B・A・R」「ルノー」「ロータス」の技術部門を歴任。2016年以降は「ハースF1チーム」の要職を担い、2024年から同チーム代表を務める。

## 略歴

### 学生時代
父親はベートーヴェン研究家の小松雄一郎。中学時代は「暗記ばかりで物事の本質を教えない」と教師に反発し、中学3年時には「体育以外は自分で勉強する」として図書館に通う毎日だった。
自称「文系出身のエンジニア」で、高校時代は「数学が苦手で偏差値30台だった」「英語もほとんど話せなかった」という。しかしフォーミュラ1（F1）チームのエンジニアになりたいという思いから単身渡英し、英会話学校やウォーリック大学の大学入学予備コース等を経て、ラフバラー大学に入学。同大学では自動車工学を専攻し、同専攻の学生の中で2位の成績で1999年に卒業する。大学時代には、ロータス・エンジニアリング（ロータス・カーズ）に実習生として所属した。この頃にレーシングドライバー佐藤琢磨と知己になっている。

### モータースポーツ進出
その後は大学院に進学し、車両ダイナミクスと制御の博士号を取得。学業の傍ら、イギリスF3にカーリン・モータースポーツから参戦した佐藤琢磨のメカニック・エンジニアとして携わる。佐藤の推薦でホンダ・レーシング・ディベロップメントの英国支部（HRD UK）に入社し、2003年からF1チームB・A・Rに出向して後年にタイヤエンジニアを務めた。
タイヤマネジメント等の技術を買われ、2006年にルノーF1へ移籍。2011年にはヴィタリー・ペトロフ担当のレースエンジニアとなり、2012年からはロマン・グロージャン担当のトラックエンジニアとなる。

### ハースF1チーム
2016年、グロージャンのハースF1チーム移籍に伴い、自身も同行して創設から加入。同チームのチーフレースエンジニアとして、レース現場における技術責任者を務める。2019年には技術部長（ディレクター オブ エンジニアリング）に昇格。
2024年初頭、退任したギュンター・シュタイナーの後任としてチーム代表に就任。まずは現時点で所有するリソースを使い切ってから結果を出し、その上でオーナー側に増資をリクエストする方針で進めた。結果、采配初年度の2024年シーズンは手腕を振るった改善点が好循環を生み出し、前年のコンストラクターズ最下位から7位に上昇させている。

## 人物・エピソード
F1のチーム首脳陣では珍しい日本人であり、毎レースでサーキットに帯同するため、レース中継や専門誌等でコメントを求められることも多い。『オートスポーツ』等の雑誌でコラムも連載するなど、執筆活動も行っている。
前述の通り2024年からハースF1チームの代表を務めており、日本人がF1チームの代表に就くのは山科忠（当時トヨタF1）以来15年ぶり。過去には既存チームを買収した日本資本のチーム（第3期ホンダF1、ブラバム、レイトンハウス、フットワーク、ラルース）で日本人が代表になったり、鈴木亜久里が自チームのスーパーアグリを立ち上げた例があるが、生粋な外国資本のチーム代表に日本人が起用されたのは初であった。
レーシングドライバーの中ではロマン・グロージャンと非常に縁が深く、2012年にロータスで初コンビを組んで以降、2020年にグロージャンがハースを離脱するまで9年間も関係が続いていた。グロージャンは「僕はアヤオと非常に強い関係を築いてきた」と語ることもあった。
愛車遍歴はオペル・アストラワゴン→フォード・エスコートMk1→ミニ→ホンダ・ジャズ→ホンダ・シビック→ロータス・エキシージ→アウディ・A4。2019年現在はアウディは売却し「家族全員で乗れる4シーターのスポーツカー」に乗っているが、サーキット走行用にエキシージもキープしている。
2025年、ハースF1チームは創設以来初めてグッドウッド・フェスティバル・オブ・スピードのイベントに参加し、小松自身も旧型のハース・VF-24でデモランした。

## 著書
- エンジニアが明かすF1の世界（東邦出版、2019年）ISBN 978-4809414879